# Srijaya (Tambun Utara)
Srijaya is een bestuurslaag in het regentschap Bekasi van de provincie West-Java, Indonesië. Srijaya telt 7683 inwoners (volkstelling 2010).